# Planchonella endlicheri
Planchonella endlicheri là một loài thực vật có hoa trong họ Hồng xiêm. Loài này được (Montrouz.) Guillaumin miêu tả khoa học đầu tiên năm 1913.